# Hipostilo

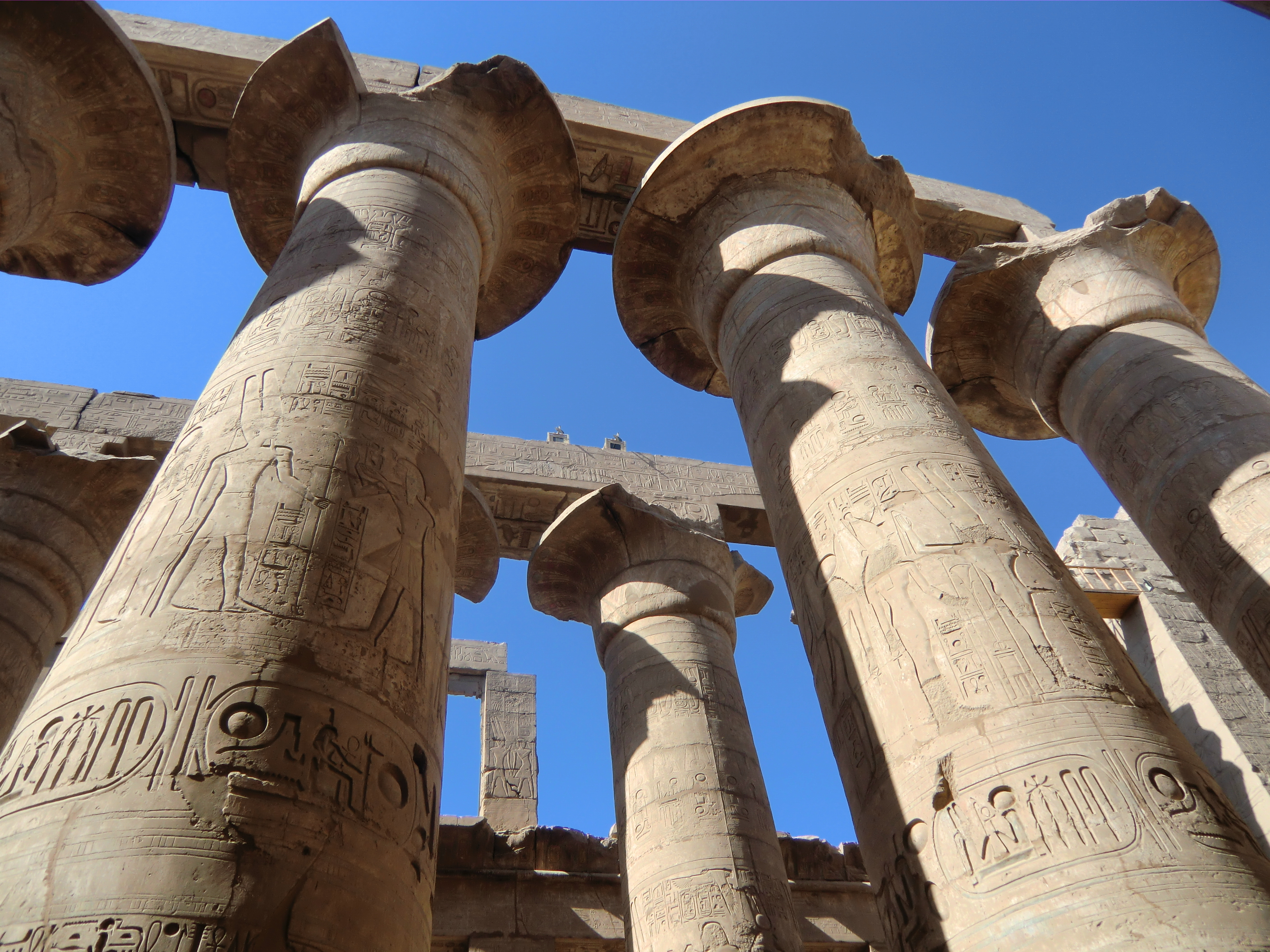
Colunas centrais do Grande Salão Hipostilo do Templo de Karnak, Egito

Na arquitetura, hipostilo é um teto sustentado por colunas. Os templos gregos são nesse estilo, com tetos compostos por vigas de pedra inteira que cobrem as salas. Os vãos entre as as colunas são chamados de nave.

## Etimologia
Hipostilo vem do Grego antigo ὑπόστυλος ("hypóstȳlos"), em que hypo significa embaixo, sob e stylos significa pilar, suporte, coluna.

## Opções técnicas
A cobertura pode ser construída com pontes de pedra, madeira ou outro material rígido, como ferro fundido, aço ou concreto armado. Pode haver um teto. As colunas podem ter todas a mesma altura ou, como no caso do Grande Salão Hipostilo de Karnak, as colunas que flanqueiam o espaço central podem ter uma altura maior do que as dos corredores laterais, permitindo aberturas na parede acima das colunas menores, por onde a luz é admitida sobre a cobertura do corredor através de janelas de clerestório.

### Aplicações
A forma arquitetônica tem muitas aplicações, ocorrendo nas celas dos antigos templos gregos e em muitos edifícios asiáticos, particularmente de construção em madeira.

### Mesquitas
Com uma combinação de colunas e arcos, o salão hipostilo tornou-se um dos dois principais tipos de construção de mesquita. Em muitas mesquitas, especialmente nas primeiras mesquitas congregacionais, a sala de orações tem a forma hipostila. Um dos melhores exemplos de mesquitas de plano hipostilo é a Grande Mesquita de Cairuão (também chamada de Mesquita de Uqba) na cidade de Cairuão, Tunísia.